# Route der Industriekultur Rhein-Main Hessischer Oberer Main

Logo der Route der Industriekultur Rhein-Main

Die Route der Industriekultur Rhein-Main Hessischer Oberer Main ist eine Teilstrecke der Route der Industriekultur Rhein-Main am hessischen oberen Main und umfasst die Städte Maintal, Mühlheim am Main, Hainburg, Großkrotzenburg, Seligenstadt und Mainhausen. Die ebenfalls geografisch am oberen Main liegende Stadt Hanau hat ihre eigene Teilroute, siehe: Route der Industriekultur Rhein-Main Hanau.
Das Projekt versucht Denkmäler der Industriegeschichte im Rhein-Main-Gebiet zu erschließen.

## Liste der Industriekulturdenkmäler am oberen Main in Hessen

### Maintal
| Hessischer Oberer Main: Maintal                                  | Hessischer Oberer Main: Maintal       | Hessischer Oberer Main: Maintal | Hessischer Oberer Main: Maintal | Hessischer Oberer Main: Maintal   | Hessischer Oberer Main: Maintal |
| Lage                                                             | Objekt                                | Entstehungsjahr                 | Beschreibung | Bild                              |                                 |
| ---------------------------------------------------------------- | ------------------------------------- | ------------------------------- | --- | --------------------------------- | ------------------------------- |
| Maintal Leinpfad (Standort)                                      | Hafen und ehemalige Staustufe Maintal |                                 | | BW                                |                                 |
| Maintal Kreisstraße 985 (Standort)                               | Fähre Rumpenheim                      | 1972                            | Gierseilfähre | Fähre Rumpenheim                  |                                 |
| Maintal Konrad-Höhl-Straße 2–4 (Standort)                        | Landkelterei Höhl                     |                                 | | Landkelterei Höhl                 |                                 |
| Maintal Bahnhofstraße 147 (Standort)                             | Seibel Plastiko                       |                                 | die Firma Seibel Plastiko wurde an die Norma AG verkauft und dieser Produktionsstandort aufgegeben                                                              | Seibel Plastiko                   |                                 |
| Maintal Edisonstraße 4 (Standort)                                | Rasmussen                             |                                 | die Firma Rasmussen wurde an die Norma AG verkauft | Rasmussen                         |                                 |
| Maintal Moselstraße 2–4 (Standort)                               | Hartmann Pardes                       | 1955                            | Der Produktionsbetrieb wurde im Jahr 2008 eingestellt. Sämtliche Produktionseinrichtungen wurden abgerissen und auf dem Grundstück wurden Wohnhäuser errichtet. | Hartmann Pardes                   |                                 |
| Maintal Mühlheimer Straße (Standort)                             | Fähre Dörnigheim                      |                                 | Gierseilfähre | weitere Bilder                    |                                 |
| Maintal Honeywellstraße (Standort)                               | Honeywell                             |                                 | | Honeywell                         |                                 |
| Maintal Kesselstädter Straße 51–63 / Auf der Burg 1–5 (Standort) | Umspannwerk Maintal                   |                                 | wird auch in der Route Hanau geführt | Umspannwerk Maintal               |                                 |
| Maintal Kesselstädter Straße 60 (Standort)                       | Wasserturm, Pumpwerk und Klärwerk     |                                 | wird auch in der Route Hanau geführt | Wasserturm, Pumpwerk und Klärwerk |                                 |

### Mühlheim am Main
| Hessischer Oberer Main: Mühlheim am Main                                                              | Hessischer Oberer Main: Mühlheim am Main   | Hessischer Oberer Main: Mühlheim am Main | Hessischer Oberer Main: Mühlheim am Main | Hessischer Oberer Main: Mühlheim am Main | Hessischer Oberer Main: Mühlheim am Main |
| Lage                                                                                                  | Objekt                                     | Entstehungsjahr                          | Beschreibung | Bild                                     |                                          |
| --- | ------------------------------------------ | ---------------------------------------- | --- | ---------------------------------------- | ---------------------------------------- |
| Mühlheim am Main und Offenbach Mühlheim: Senefelderallee. Offenbach: Mühlheimer Straße 341 (Standort) | MAN-Roland                                 |                                          | wird nicht in der Route Offenbach geführt | MAN-Roland                               |                                          |
| Mühlheim am Main Brückenstraße 4 (Standort)                                                           | Brückenmühle                               |                                          | | weitere Bilder                           |                                          |
| Mühlheim am Main Friedensstraße (Standort)                                                            | Bahnhof Mühlheim                           | 1873                                     | Der Bahnhof wurde am 15. November 1873 als ein Bahnhof an der am gleichen Tag in Betrieb genommenen Bahnstrecke Hanau–Frankfurt eröffnet, einem Abschnitt der Frankfurt-Bebraer Eisenbahn | weitere Bilder                           |                                          |
| Mühlheim am Main Dammstraße (Standort)                                                                | Wasserturm Mühlheim                        |                                          | | weitere Bilder                           |                                          |
| Mühlheim am Main Lämmerspieler Straße (Standort)                                                      | Osi-Schanz-Gelände                         |                                          | | BW                                       |                                          |
| Mühlheim am Main Hanauer Straße 73 (Standort)                                                         | ehemalige Tabakfabrik                      |                                          | | BW                                       |                                          |
| Mühlheim am Main Kesselstädter Straße (Standort)                                                      | Staustufe mit Schleuse und Wasserkraftwerk |                                          | wird auch in der Route Hanau geführt | weitere Bilder                           |                                          |
| Mühlheim am Main Außenliegend 21 (Standort)                                                           | Lederindustrie Dietesheim                  |                                          | | weitere Bilder                           |                                          |
| Mühlheim-Dietesheim (Standort)                                                                        | Basalt-Steinbrüche in Dietesheim           |                                          | | Basalt-Steinbrüche in Dietesheim         |                                          |
| Mühlheim am Main Hausener Straße 2 (Standort)                                                         | Pallas Fabrik                              |                                          | | BW                                       |                                          |

### Großkrotzenburg
| Hessischer Oberer Main: Großkrotzenburg               | Hessischer Oberer Main: Großkrotzenburg | Hessischer Oberer Main: Großkrotzenburg | Hessischer Oberer Main: Großkrotzenburg                               | Hessischer Oberer Main: Großkrotzenburg | Hessischer Oberer Main: Großkrotzenburg |
| Lage                                                  | Objekt                                  | Entstehungsjahr                         | Beschreibung                                                          | Bild                                    |                                         |
| ----------------------------------------------------- | --------------------------------------- | --------------------------------------- | --------------------------------------------------------------------- | --------------------------------------- | --------------------------------------- |
| Großkrotzenburg Hanauer Landstraße 150 (Standort)     | Staudinger Elektrizitätskraftwerk       | 1965                                    | Kohle- und Gaskraftwerk, größtes konventionelles Kraftwerk in Hessen. | weitere Bilder                          |                                         |
| Großkrotzenburg Mainuferweg (Standort)                | Staustufe mit Schleuse                  | 1983                                    | Staustufe mit Schleuse und Turbinenrad                                | weitere Bilder                          |                                         |
| Großkrotzenburg Bahnhofstraße (Standort)              | Bahnhof Großkrotzenburg                 |                                         |                                                                       | BW                                      |                                         |
| Großkrotzenburg Lage östlich des Ortsrands (Standort) | Braunkohlegrube                         |                                         |                                                                       | Braunkohlegrube                         |                                         |

### Hainburg
| Hessischer Oberer Main: Hainburg                   | Hessischer Oberer Main: Hainburg | Hessischer Oberer Main: Hainburg | Hessischer Oberer Main: Hainburg | Hessischer Oberer Main: Hainburg | Hessischer Oberer Main: Hainburg |
| Lage                                               | Objekt                           | Entstehungsjahr                  | Beschreibung | Bild                             |                                  |
| -------------------------------------------------- | -------------------------------- | -------------------------------- | --- | -------------------------------- | -------------------------------- |
| Hainburg Eisenbahnstraße (Standort)                | Bahnhof                          |                                  | Bahnhof Hainstadt-Hainburg | Bahnhof                          |                                  |
| Hainburg Auf das Loh (Standort)                    | Ziegeleifeldbahn                 |                                  | | Ziegeleifeldbahn                 |                                  |
| Hainburg Offenbacher Landstraße 105–109 (Standort) | Klinker- und Ziegelwerk          | 1887                             | zweifarbige Backsteinfassade im Neurenaissancestil mit seltener Dachkonstruktion, die aus hölzernen Bogenbindern mit stählernen Zugankern in den Fußpunkten besteht | Klinker- und Ziegelwerk          |                                  |
| Hainburg Offenbacher Landstraße (Standort)         | Tongrube „Katzenbuckel“          |                                  | | Tongrube „Katzenbuckel“          |                                  |
| Hainburg Herderstraße 31 (Standort)                | Köhler Küsse                     |                                  | | Köhler Küsse                     |                                  |

### Seligenstadt
| Hessischer Oberer Main: Seligenstadt             | Hessischer Oberer Main: Seligenstadt | Hessischer Oberer Main: Seligenstadt | Hessischer Oberer Main: Seligenstadt                                                                   | Hessischer Oberer Main: Seligenstadt | Hessischer Oberer Main: Seligenstadt |
| Lage                                             | Objekt                               | Entstehungsjahr                      | Beschreibung                                                                                           | Bild                                 |                                      |
| ------------------------------------------------ | ------------------------------------ | ------------------------------------ | --- | ------------------------------------ | ------------------------------------ |
| Seligenstadt Steinheimer Straße 117 (Standort)   | Schneider Electric                   |                                      | Elektrokonzern aus Frankreich                                                                          | Schneider Electric                   |                                      |
| Seligenstadt Ellenseestraße 35–39 (Standort)     | Acker Textilwerk                     |                                      | | Acker Textilwerk                     |                                      |
| Seligenstadt Frankfurter Straße 9 (Standort)     | Glaabsbräu Privatbrauerei Glaab      |                                      | | weitere Bilder                       |                                      |
| Seligenstadt Große Maingasse (Standort)          | Fähre Seligenstadt                   | 1971                                 | Mit Schottel-Ruderpropellern angetriebene Autofähre                                                    | weitere Bilder                       |                                      |
| Seligenstadt Eisenbahnstraße (Standort)          | Bahnhof                              | 1881                                 | Dreigeschossiges, aus rotem Sandstein erbautes Bahnhofsgebäude, strenge neoklassizistische Architektur | weitere Bilder                       |                                      |
| Seligenstadt Frankfurter Straße (Standort)       | Wasserturm Seligenstadt              | 1938                                 | | weitere Bilder                       |                                      |
| Seligenstadt Seligenstädter Straße 82 (Standort) | Hema Maschinen- und Apparateschutz   |                                      | | BW                                   |                                      |

### Mainhausen
| Hessischer Oberer Main: Mainhausen            | Hessischer Oberer Main: Mainhausen | Hessischer Oberer Main: Mainhausen | Hessischer Oberer Main: Mainhausen | Hessischer Oberer Main: Mainhausen | Hessischer Oberer Main: Mainhausen |
| Lage                                          | Objekt                             | Entstehungsjahr                    | Beschreibung | Bild                               |                                    |
| --------------------------------------------- | ---------------------------------- | ---------------------------------- | --- | ---------------------------------- | ---------------------------------- |
| Mainhausen Mainuferweg (Standort)             | Fußgängersteg und „Der Mast“       | 1989                               | Fußgängerbrücke zwischen Mainhausen und Karlstein, stählerne Bogenkonstruktion mit abgehängtem Steg, Schiffermast des Schiffervereins St. Nikolaus Mainflingen | Fußgängersteg und „Der Mast“       |                                    |
| Mainhausen südlich von Mainflingen (Standort) | ehemalige Kiesgruben               |                                    | Naturschutzgebiet | weitere Bilder                     |                                    |
| Mainhausen Mainflinger Straße (Standort)      | Sendeanlage Mainflingen            | 1959                               | Langwellensendeanlage, zu der auch der Zeitzeichensender DCF77 gehört                                                                                          | weitere Bilder                     |                                    |
| Mainhausen Ostring 15 (Standort)              | Unternehmen Friedhelm Trapp        |                                    | | BW                                 |                                    |

### Rodgau-Dudenhofen
| Hessischer Oberer Main: Rodgau-Dudenhofen    | Hessischer Oberer Main: Rodgau-Dudenhofen | Hessischer Oberer Main: Rodgau-Dudenhofen | Hessischer Oberer Main: Rodgau-Dudenhofen | Hessischer Oberer Main: Rodgau-Dudenhofen | Hessischer Oberer Main: Rodgau-Dudenhofen |
| Lage                                         | Objekt                                    | Entstehungsjahr                           | Beschreibung | Bild                                      |                                           |
| -------------------------------------------- | ----------------------------------------- | ----------------------------------------- | --- | ----------------------------------------- | ----------------------------------------- |
| Rodgau-Dudenhofen Am Opelprüffeld (Standort) | Teststrecke Opel                          | 1964                                      | Die Anlage besteht aus einer etwa 5 Kilometer langen, runden Schnellfahrstrecke, sowie mehreren Nebenanlagen, auf denen unterschiedliche Fahrbahnoberflächen und Fahrsituationen getestet werden können. | weitere Bilder                            |                                           |